# Troublemaker (singel Akona)
Troublemaker – to singel promo z trzeciego albumu Freedom senegalskiego rapera Akona. 13 grudnia 2008 został wydany w formacie digital download.

## Lista utworów
1. "Troublemaker" (Feat. Sweet Rush) - 3:57

## Pozycje
| Lista (2008–2009)      | Pozycja |
| ---------------------- | ------- |
| Canadian Hot 100       | 65      |
| U.S. Billboard Hot 100 | 97      |